# Brian Said
Brian Said, född 15 maj 1973 i Valletta, Malta, är en maltesisk fotbollsspelare. Han spelar sedan 2011 i St. Andrews FC i den maltesiska ligan där han är försvarare, samt för det maltesiska landslaget där han också spelar försvarare.